# 8½
„8½“ e италианско-френски филм от 1963 година на режисьора Федерико Фелини. Във филма участват Марчело Мастрояни, Клаудия Кардинале, Анук Еме, Сандра Мило, Росела Фалк, Барбара Стийл и др.

## Сюжет
Той описва спомените и фантазиите на творец в търсене на ново вдъхновение. Полуавтобиографичен филм за вдъхновението, трудностите и предизвикателствата по пътя на творчеството в изкуството да правиш филми като Фелини.

## В ролите
| Актьор            | Роля                                |
| ----------------- | ----------------------------------- |
| Марчело Мастрояни | Гуидо Анселми – режисьор            |
| Анук Еме          | Луиза Анселми – съпруга на Гуидо    |
| Розела Фалк       | Розела – приятелка на Луиза и Гуидо |
| Сандра Мило       | Сандра – любовница на Гуидо         |
| Клаудия Кардинале | Клаудия – кинозвезда                |
| Барбара Стийл     | Глория Морин                        |
| Симонета Симеони  | Младо момиче                        |

## Награди и номинации
- 2 награди „Оскар“, още 13 награди и 5 номинации.
- 2 награди „Оскар“ за: най-добър чуждоезичен филм и дизайн на костюми (1964).
- Награда „Бодил“ за най-добър европейски филм от Наградите на филмовата критика в Копенхаген (1964).
- „Гранд при“ за филма на Федерико Фелини от Международния филмов фестивал в Москва (1963).